# Волково (Артинський міський округ)
Во́лково (рос. Волково) — присілок у складі Артинського міського округу Свердловської області.
Населення — 41 особа (2010, 62 у 2002).
Національний склад станом на 2002 рік: росіяни — 93 %.